# Simacauda virescens
Simacauda virescens är en fjärilsart som beskrevs av Nielsen och Davis 1981. Simacauda virescens ingår i släktet Simacauda och familjen bladskärarmalar. Inga underarter finns listade i Catalogue of Life.